# 2時のワイドショー (札幌テレビ放送)
『2時のワイドショー』（にじのワイドショー）は、札幌テレビ放送（STV）で1973年1月8日から1993年9月24日まで放送されていた情報番組である。通称は「2時ワイド」。司会者の在任時期によりタイトルは変更されていたが、本項では便宜上このタイトルとする。
STVは読売テレビ制作の同名番組をネットせず、自社制作で放送していた。

## 概要
読売テレビ制作の『2時のワイドショー』よりも早く1973年1月8日に開始し、1986年3月までこのタイトルで放送していた。特に大澤宏一が司会を務めた1975年10月-1981年3月は「2時のワイドショー ハイ 大沢です」のタイトルを全面的に押し出していた。
1986年4月からは本社スタジオからSTVホールに場所を移し、司会者も若返りをした上で番組タイトルを「この2時とまれ 青春!奥さん」（このにじとまれ せいしゅん!おくさん）と改題。しかし程なくしてタイトルを「2時です!奥さん」（にじです!おくさん）に再び改める。1987年4月に司会者とタイトルを再び刷新して「ちょっと和久井の2時ですよ」（ちょっとわくいのにじですよ）と改題した。この間、1987年10月から1988年9月までは日本テレビ制作の『午後は○○おもいッきりテレビ』内のローカル枠として内包されていた。スポンサーは読売テレビ制作のものと異なり、前半・後半無しの1時間通し（筆頭スポンサーは当日の「ベストショッピング」を担当する百貨店と『3時のあなた』から引き継いだライオン、詳しくは後述）。
内容は主に生活情報やゲストとのトーク、札幌市内各百貨店の日替わり担当によるテレビショッピング（「ベストショッピング」）などが中心。その他、STV夏祭り期間中にはSTV夏祭り会場からの中継や年末の時期にはアナウンサー総出演によるかくし芸大会も放送していた。
1993年10月、長年のライバル番組だった北海道放送の『パック2』が夕方のワイド番組『HBCゆうやけワイド・テレビ一番星』へ発展解消する改編に対抗する形で、2年前に開始していた『どさんこワイド120』と統合・発展リニューアルし、15時50分スタートに大幅拡大した『どさんこワイド212』へ拡大する事を理由に、本番組は約20年の歴史に幕を下ろした。空いた14時台とドラマ再放送枠だった15時台は遂に日本テレビ・読売テレビ発のネット（当時は『ザ・ワイド』）へ踏み切る形となった。なお、統合当初の『どさんこワイド』16時台（拡大前は30分のアニメ再放送が2枠）は本番組のセールス枠がそのまま引き継がれ、「ベストショッピング」もそのまま『どさんこワイド』に引き継がれた。

## 司会者
断りなき者は当時のSTVアナウンサー。
- 杉本紀夫（1973.1 - 1975.9）[4][5][6][7][8][9][10]
  - アシスタント：伊藤淳子（一般）
- 大澤宏一（1975.10 - 1981.3）[1][11][12][13] - 『ハイ 大沢です』のサブタイトルがついていた[1][注釈 2]。
  - アシスタント：臼井佳子
- 喜瀬浩[14]（1981.4 - 1985.3）
  - アシスタント：猶木裕子[14]
- 巻山晃（1985.4 - 1986.3）
  - アシスタント：平野美知良
- 明石英一郎（1986.4 - 1987.10）
  - アシスタント：高野美佐
- 和久井薫（1987.4 - 1993.9） - 歴代司会者の在任期間では最長記録となった。
  - アシスタント：吉田ひろみ

## 備考
STVは、1972年4月の北海道文化放送（UHB）開局まで日本テレビ系列とフジテレビ系列のクロスネット局であり、UHB開局後もフジテレビ系の『3時のあなた』をネットしていた。そのため、『3時のあなた』ネット終了にあたって、そのスポンサーだった企業が本番組開始前にそのままスライドし、それにベストショッピングに提供する各百貨店などが加わった。
名物コーナーだった「観さん神さんの姉妹占い」では、行方不明になった小学生の行方を霊視し、「家出している、まだ生きている」と言いながら、心配している両親の前で「育て方が悪かった」と説教したが、結局は行方不明になった当日に事故死していることが後日判明し、姉妹へも非難の声があがった。しかし降板することはなく、『どさんこワイド』へ統合後も同コーナーも継続していた。
「この2時とまれ 青春!奥さん」はSTVのライブラリーでは番宣CMしか残っていない。